# Фиат 128
Фиат 128 е седан, разработен на платформата на Фиат 1100. Моделът е въведен в производство през 1969 в завода Ривалта в Торино.

## Лицензирано производство
- Застава, Югославия

## Титли
- През 1970 година автомобилът печели приза Автомобил на годината в Европа.

## Производство
От 1969 до 1983 във всички версии за произведени общо 3 107 000 екземпляра.